# Kościół św. Eliana w Himsie
Kościół św. Eliana (arab كنيسة مار اليان, Kanisa Mar Iljan) – kościół chrześcijański (cerkiew prawosławna) w mieście Hims, w Syrii, położony przy ulicy Tarafa ibn al-Abd, w pobliżu Bramy Palmyrskiej.

## Historia
Kościół wzniesiono w 432 r. W latach 1969–1970 został wyremontowany. W trakcie prac renowacyjnych odkryto freski przedstawiające postaci Jezusa, Maryi, Apostołów i proroków dotychczas przykryte przez wierzchnią warstwę tynku. Datuje się je na co najmniej XII wiek, jednak powszechnie uważa się, że zostały stworzone w VI wieku, co czyniłoby je najstarszymi malowidłami kościelnymi w Syrii. Freski zostały uzupełnione o sceny z życia św. Eliana przez dwóch rumuńskich ikonografów.